# Mešadi Azizbekov
Mešadi Azimbekovič Azizbekov (rusky Мешади Азимбекович Азизбеков, ázerbájdžánsky Məşədi Əzim bəy oğlu Əzizbəyov; 6. ledna 1876, Baku, Ruské impérium – 20. září 1918, Achča-Kujma, Arménská demokratická republika), byl bolševický revolucionář působící v Baku, jeden z prvních ázerbájdžánských marxistů.

## Životopis

### Mládí
Mešadi Azizbekov se narodil do rodiny zedníků. V roce 1896 vystudoval střední školu v Baku a přesunul se do Petrohradu, kde vystudoval občanskou technickou školu.
V roce 1898 se připojil k Ruské sociálně demokratické dělnické straně a účastnil se studentských protestů. V roce 1899 vstoupil do Petrohradského technologického institutu. Roku 1908 se stal elektrotechnikem.

### Revolucionářská činnost
Po rozpadu strany roku 1903 se Azizbekov připojil k bolševikům a účastnil se revoluce roku 1905. Po jejím krachu byl zatčen, po propuštění odešel zpět do Baku, kde se stal členem naftové unie pracovníků. Během první světové války byl členem Bakuské městské rady, která pomáhala raněným vojákům.
Po únorové revoluci roku 1917 byl Azizbekov zvolen do Bakuského sovětu. V dubnu se stal členem Bakuské rady pracovníků a Muslimské socialistické strany.
Nakonec byl 20. září 1918 zastřelen britskými vojáky při pokusu o útěk ze země.